# K League 1987
Die Korea Professional Football League 1987 war die fünfte Spielzeit der höchsten südkoreanischen Fußballliga. Die Liga bestand aus fünf Vereinen, die alle Profimannschaften waren. Sie spielten jeweils achtmal gegeneinander. Die Saison begann am 28. März und endete am 8. November 1987.
Zur Saison 1987 gab es einige Grundlegende Änderungen. Der Halbprofiverein Hanil Bank FC wurde aus der Liga aufgrund ihres Status als Halbprofiverein ausgeschlossen. Damit nahmen nur noch ausschließlich Profimannschaften an der Liga teil. Die Liga wurde offiziell als reine Profiliga durchgeführt. Zudem müssen die Mannschaften eigene Heimspielstätten besitzen und müssen in diesen auch ihre Ligaspiele durchführen. Die Vereine müssen des Weiteren ihr Einkommen wie z. B. Ticketverkäufe sowie Ausgaben wie Spielergehälter selbst kontrollieren und finanzieren.

## Teilnehmende Mannschaften
folgende Mannschaften nahmen an der Korea Professional Football League 1987 teil:
| Verein                 | Stadt/Region               | Gründungsjahr | Heimspielstätte                                                       | Vorjahresplatzierung HR/RR |
| ---------------------- | -------------------------- | ------------- | --------------------------------------------------------------------- | -------------------------- |
| Yukong Elephants       | Incheon, Gyeonggi-do       | 1982          | Incheon-Sungeui-Stadion Suwon-Stadion Anyang-Stadion                  | 3./4. Platz                |
| POSCO Atoms            | Daegu, Gyeongsangbuk-do    | 1973          | Daegu-Stadion Pohang-Stadion                                          | Meister                    |
| Daewoo Royals          | Busan, Gyeongnam           | 1979          | Busan-Gudeok-Stadion Masan-Stadion                                    | 4./3. Platz                |
| Lucky-Goldstar Hwangso | Daejeon, Chungcheongnam-do | 1983          | Daejeon-Hanbat-Sports-Komplex Cheongju-Stadion Cheonan-Oryong-Stadion | Vizemeister                |
| Hyundai Horang-i       | Gangneung, Gangwon-do      | 1983          | Gangneung-Stadion Chuncheon-Stadion Samcheok-Stadion Wonju-Stadion    | 6./2. Platz                |

## Abschlusstabelle
| Pl. | Verein                 | Sp. | S  | U  | N  | Tore    | Diff. | Punkte |
| --- | ---------------------- | --- | -- | -- | -- | ------- | ----- | ------ |
| 1.  | Daewoo Royals          | 32  | 16 | 14 | 2  | 041:200 | +21   | 46:18  |
| 2.  | POSCO Atoms (M)        | 32  | 16 | 8  | 8  | 064:410 | +23   | 40:24  |
| 3.  | Yukong Elephants       | 32  | 9  | 9  | 14 | 034:430 | −9    | 27:37  |
| 4.  | Hyundai Horang-i       | 32  | 7  | 12 | 13 | 034:400 | −6    | 26:38  |
| 5.  | Lucky-Goldstar Hwangso | 32  | 7  | 7  | 18 | 026:550 | −29   | 21:43  |

| (M) | Amtierender Meister: POSCO Atoms |